# Coelachyrum lagopoides
Coelachyrum lagopoides là một loài thực vật có hoa trong họ Hòa thảo. Loài này được (Burm.f.) Senaratna mô tả khoa học đầu tiên năm 1956.